# Gáztámadás sebesültjei
A Gáztámadás sebesültjei (Gassed) John Singer Sargent festménye, amely a londoni Imperial War Museum gyűjteményének része.

## Keletkezése
Sargent 1918 júliusában utazott Franciaországba, az első világháború nyugati frontjára Henry Tonks angol festővel, grafikussal. Tonks egy 1920. március 19-én keltezett, Alfred Yockney-nak írt levelében számolt be arról, milyen körülmények között látták meg a gáztámadás brit sebesültjeit. Teázás után hallották Sargenttel, hogy a Doullens úton, a bac-du-sudi kötőzőállomásnál sok katona gyűlt össze, akik megsebesültek a németek gáztámadásában. Amikor odaérték, azt látták, hogy a katonák kisebb csoportokban közelednek a kunyhókhoz és sátrakhoz, ahol ellátást kaptak. Több száz sebesült már a fűben hevert, vagy ült, láthatóan szenvedve. Sargentre mély benyomást tettek a látottak, és már a helyszínen készített néhány vázlatot.
A képen mustárgáztámadás áldozatai láthatók. A gáz égési sebeket és látásvesztést okozott, ezért a képen látható katonák, úgy, ahogy a valóságban is, egymás vállát fogva mentek vissza a frontról a kötőzőhelyekre. A háttérben a pihenő katonák fociznak, amivel Sargent a hasonló helyzetek mindennaposságára hívja fel a figyelmet.
A monumentális kép John Singer Sargent legnagyobb alkotása és az Imperial War Museum tulajdonában lévő legnagyobb festmény. Az alkotást a brit kormány háborúsemlékmű-bizottsága (British War Memorials Committee) vásárolta meg, és 1919 óta szinte folyamatosan látható a londoni intézményben.